# Julien Loiseau
Pour les articles homonymes, voir Loiseau.
Julien Loiseau est un historien médiéviste français spécialiste de l'histoire du monde islamique médiéval. Il est actuellement professeur à Aix-Marseille Université.
Il s'est consacré en particulier à l'étude du Sultanat mamelouk d'Égypte.

## Biographie
Julien Loiseau est un ancien élève de l'École normale supérieure de Fontenay-Saint-Cloud. Il a soutenu, en 1995, une maîtrise d'histoire avec un mémoire intitulé « Violence et société au Maroc à la fin du 19ème siècle » sous la direction de Daniel Rivet à l'université Paris-1. Son mémoire de DEA avait pour titre « La ville et le fleuve en Méditerranée : au miroir du Nil : le Caire, d'Al-Fuṣṭāṭ aux Ayyūbides » et avait été supervisé par Gabriel Martinez-Gros. 
Il obtient l'agrégation d'histoire en 1996. 
Entre 1997 et 1999, Julien Loiseau a enseigné l'histoire-géographie au lycée Lyautey de Casablanca.
En 2004, Julien Loiseau soutient un doctorat d'histoire, dirigé par Gabriel Martinez-Gros, à l'EHESS et intitulé « Reconstruire la maison du sultan : ruine et recomposition de l'ordre urbain au Caire : (1350-1450) ».
Julien Loiseau a enseigné en tant que maître de conférences à l'université Paul-Valéry de Montpellier de 2006 à 2014.
En 2013, il présente son habilitation à diriger des recherches à l'université Paris-Ouest Nanterre ( publiée en 2014 sous le titre Les Mamelouks. Une expérience du pouvoir dans l’Islam médiéval : XIIIe – XVIe siècle). Ce qui lui permet d'être nommé professeur des universités en 2017.
Julien Loiseau est contributeur au magazine L’Histoire.

## Pouvoir des mamelouks dans l'islam médiéval
Julien Loiseau a étudié l'histoire des Mamelouks, qui sont les membres d'une milice formée d'esclaves affranchis, d'origine non musulmane, au service de différents souverains musulmans. Plus spécifiquement : entre le milieu du XIIIe siècle et le début du XVIe siècle, des Mamelouks ont directement régné sur l'Égypte et la Syrie. Ainsi, certains exclaves (principalement originaires des zones steppiques du Caucase et de Turquie) sont devenus des souverains, Julien Loiseau décrit dans son ouvrage sur la question ces parcours exceptionnels d'ascension sociale. 

« Les Mamelouks intégraient par l’esclavage une nouvelle famille, la maison de leur maître, dont ils formaient à leur arrivée la plus jeune classe d’âge. L’éducation qu’ils y recevaient donnait aux meilleurs d’entre eux, aux plus doués, aux plus beaux, aux mieux recommandés, dans leur majorité les affranchis d’un ancien sultan, accès à la hiérarchie militaire. »

— Les Mamelouks, page 139
Avant d'occuper des places importantes dans la hiérarchie, les Mamelouks ont conservé une partie des traditions de leur région d'origien (leur « turcité »), en ayant, par exemple, appris les arts équestres et le maniement des armes, et ce en étant élevé, en langue arabe, dans l'islam.
Au moment de sa thèse, Julien Loiseau s'était spécialisé sur l'histoire urbaine du Caire. Cette approche se retrouve dans l'ouvrage sur les Mamelouks où l'implantation physique de ce groupe dans la ville est analysé (Chapitre VI : « La sédentarisation des Mamelouks »). Ainsi, il étudie les palais, les citadelles, les chateaux, les monuments funéraires (mausolées) et les fondations pieuses (waqf) des Mamelouks dans la ville. Il prend notamment l'exemple de Tripoli au Liban actuel. Un ensemble qui participe à la création d'un « véritable paysage urbain », les émirs mamelouks ayant beaucoup investi dans des constructions monumentales et dans des waqfs qui permettent à ces monuments de durer.
Par ailleurs, les travaux de Loiseau sur les Mamelouks s'inscrivent dans une perspective d'histoire globale où les échanges entre les différents régions du monde sont mises en avant. Ainsi, le Rroche-Orient est relié aux steppes du Caucase et à la Horde d'Or, ne serait-ce qu'avec la traite d'esclave dont les Mamelouks sont directement issu, mais entretient aussi des liens avec l'Empire byzantin, l'Italie ou encore l'Espagne. Ces relations étant dépendante du contexte géopolitique de l'est de la méditerranée et de la mer Noire.
Enfin, un autre aspect du travail de l'histoire sur les Mamelouks consiste en l'étude de leur insertion à leur société, entre important pouvoir politique et permanence d'un statut singulier, inférieur part la naissance (les Mamelouks ne pouvant pas transmettre leur condition à leurs enfants). Il parle ainsi d'« allochtonie » des mamelouks comme source de distinction et comme véritable singularité politique des mamelouks. En conséquence, Julien Loiseau associe à ce groupe une « virilité martiale », que M’hamed Oualdi analyse comme « un esprit de corps ou force historique ranimé génération après génération par de nouveaux venus ».

## Ouvrages

### Ouvrages individuels
- Reconstruire la Maison du sultan : Ruine et recomposition de l’ordre urbain au Caire (1350-1450), Le Caire, Institut français d'archéologie orientale, coll. « Études urbaines » (no 8), 2010, 660 p. (ISBN 9782724705577)Texte remanié de sa thèse de doctorat
- Les Mamelouks, XIIIe – XVIe siècle : une expérience du pouvoir dans l'islam médiéval, Paris, Seuil, coll. « L'Univers historique », 2014, 434 p. (ISBN 9782020871129)Texte remanié de son habilitation à diriger des recherches

### Ouvrages collectifs
- Avec Patrick Boucheron, Pierre Monnet et Yann Potin, Histoire du monde au XVe siècle, Paris, Fayard, 2009
- Avec Vincent Lemire (dir.), Katell Berthelot et Yann Potin, Jérusalem. Histoire d’une ville-monde, des origines à nos jours,  Paris, Flammarion, Collection Champs-Histoire, 2016, Paris, Flammarion, coll. « Champs Histoire », 2016, 540 p. (ISBN 9782081389885)